# Mikołaj Rej
Mikołaj Rej (4 febbraio 1505 – 4 ottobre 1569) è stato un poeta polacco, annoverato tra i padri della letteratura polacca e tra i più grandi scrittori del Rinascimento nella sua nazione.

## Biografia
Convertitosi al calvinismo, sostenne l'uso della lingua vernacolare in ambito letterario invece che quella latina. Fu autore di opere teatrali, epigrammi e di una parafrasi in prosa dei Salmi.
Tra il 1543 e il 1564 fu più volte membro del Sejm, dove sostenne la riforma protestante e le idee del Rinascimento e si batté per un maggior rispetto dei diritti.
La sua conversazione in versi Krótka rozprawa między trzema osobami: panem, wójtem i plebanem è considerata la migliore satira polacca del XVI secolo. Wizerunek własny żywota człowieka poczciwego (1558) è stata definita la sua opera più significativa.
Le sue poesie vennero pubblicate per la prima volta a Cracovia nel 1848.

## Opere
- Krótka rozprawa między trzema osobami: panem, wójtem i plebanem ("Breve disputa fra tre persone: il signore, il sindaco e il parroco", 1543)
- Zwierciadło ("Specchio", 1567-68)
- Żywot Józefa ("Vita di Giuseppe", 1545)
- Kupiec ("Il mercante", 1549)
- Wizerunek własny żywota człowieka poczciwego ("Fedele immagine della vita del galantuomo", 1558)
- Zwierzyniec ("Serraglio", 1562, raccolta di epigrammi)